# 4123-as mellékút (Magyarország)
A 4123-as mellékút egy rövid, kevesebb, mint másfél kilométeres hosszúságú, négy számjegyű mellékút Szabolcs-Szatmár-Bereg vármegye északkeleti részén: Barabás és Vámosatya községeket köti össze. Fő iránya, kisebb irányváltásoktól eltekintve végig nagyjából észak-déli.

## Nyomvonala
Barabás lakott területének délnyugati szélétől nem messze, de már külterületen ágazik ki a 4121-es útból, annak a 7+250-es kilométerszelvénye táján, dél-délnyugati irányban. Mintegy fél kilométer megtételét követően áthalad a Dédai-főcsatorna felett, 800 méter után pedig, egy kisebb irányváltással átlép Vámosatya határai közé. E községet kevéssel a második kilométere előtt éri el, s ott a Szabadság utca nevet veszi fel. Így is ér véget a település központjában, beletorkollva a 4122-es útba, annak a 6+500-as kilométerszelvénye közelében.
Teljes hossza, az országos közutak térképes nyilvántartását szolgáló kira.kozut.hu adatbázisa szerint 1,431 kilométer.

## Települések az út mentén
- (Barabás)
- Vámosatya